# Llibreria Documenta
La Llibreria Documenta és una llibreria de Barcelona fundada el 1975 al carrer del Cardenal Casañas, 4 de Barcelona. Des del 2014 està ubicada al carrer de Pau Claris, 144. Organitza anualment el Premi Documenta de Narrativa.

## Història
El juny de 1975, Josep Cots i Ramon Planes van obrir una llibreria especialitzada en literatura, art i ciències humanes al carrer del Cardenal Casañas, 4 de Barcelona.
El 1980 van convocar la primera edició del Premi Documenta de Narrativa per a escriptors menors de 35 anys.
Posteriorment, Planes va deixar l'empresa i Cots va continuar amb el negoci en solitari. El 2013, en apropar-se a la jubilació i augmentar el preu del lloguer del local, va anunciar que cercava un substitut, ja que la seva jubilació estava a punt d'arribar. Aleshores, una emissió de participacions preferents i una campanya de micromecenatge, van permetre que Èric del Arco hi entrés com a soci i la refundació de la llibreria en un nou local de 200 m², situat al carrer de Pau Claris, 144.
La nova Documenta va obrir les portes el juny del 2014. La crítica de cinema Núria Vidal va realitzar un documental per a deixar testimoni de tot el procés de trasllat.
El 9 de gener de 2015 s'hi va celebrar una festa per a commemorar el 40è aniversari del projecte.